# Duvaliopsis
Duvaliopsis — род жужелиц из подсемейства Trechinae.

## Описание
Жуки мелких размеров, Обычно длиной 3—4,5 мм. Верхняя часть тела полностью опушена. Усики и ноги нормальной длины.

## Систематика
В составе рода:
- Duvaliopsis bielzi (Seidlitz, 1867)
- Duvaliopsis calimanensis (Knirsch, 1924)
- Duvaliopsis leonhardi Maran, 1939
- Duvaliopsis meliki (Csiki, 1912)
- Duvaliopsis pilosella (L. Miller, 1868)
- Duvaliopsis rybinskii (Knirsch, 1924)
- Duvaliopsis transsylvanica (Csiki, 1902)